# Бібліотека № 4 для дорослих (Тернопіль)

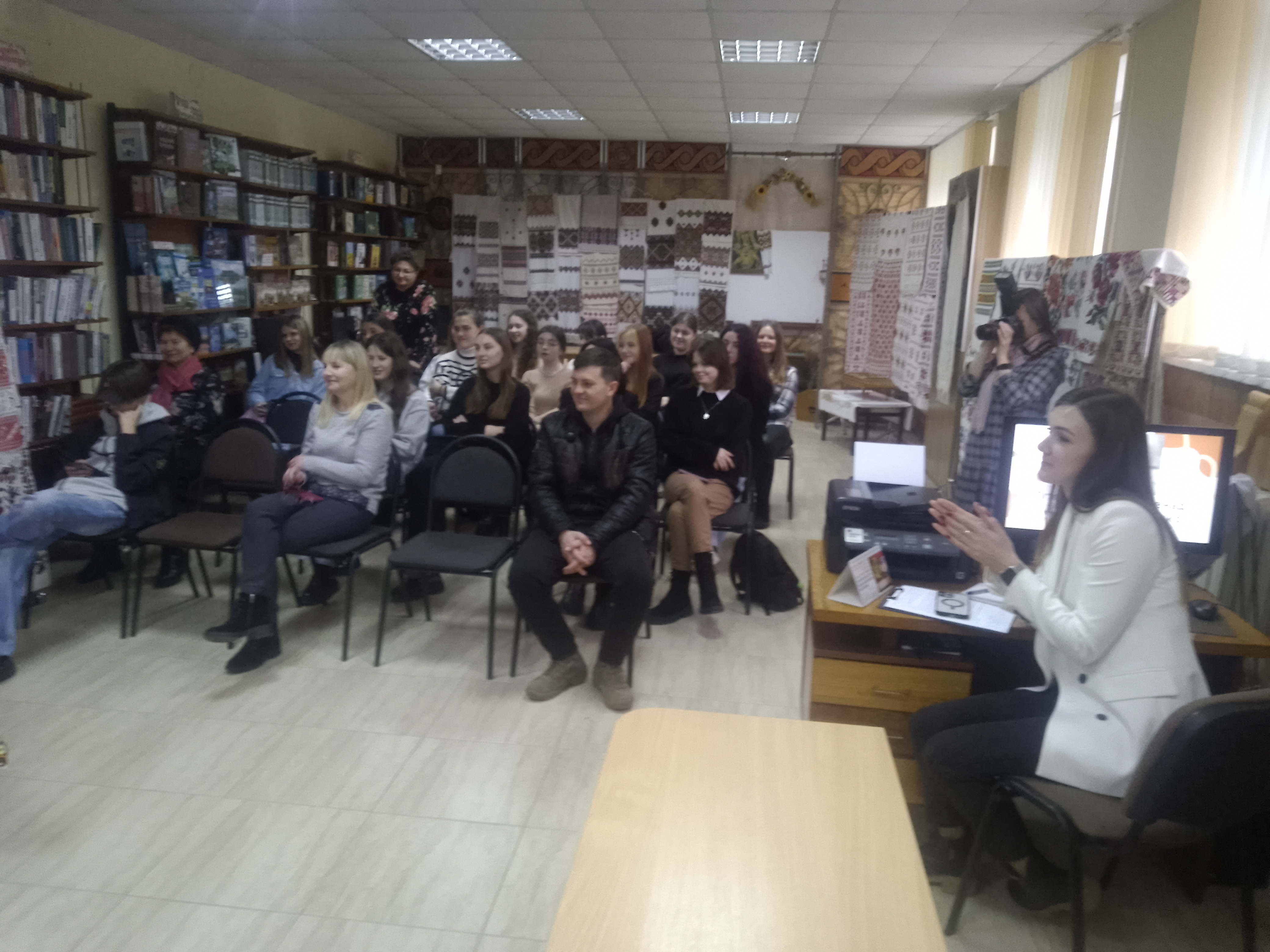
Відвідувачі бібліотеки на ліітературному променаді з Дзвінкою Торохтушко

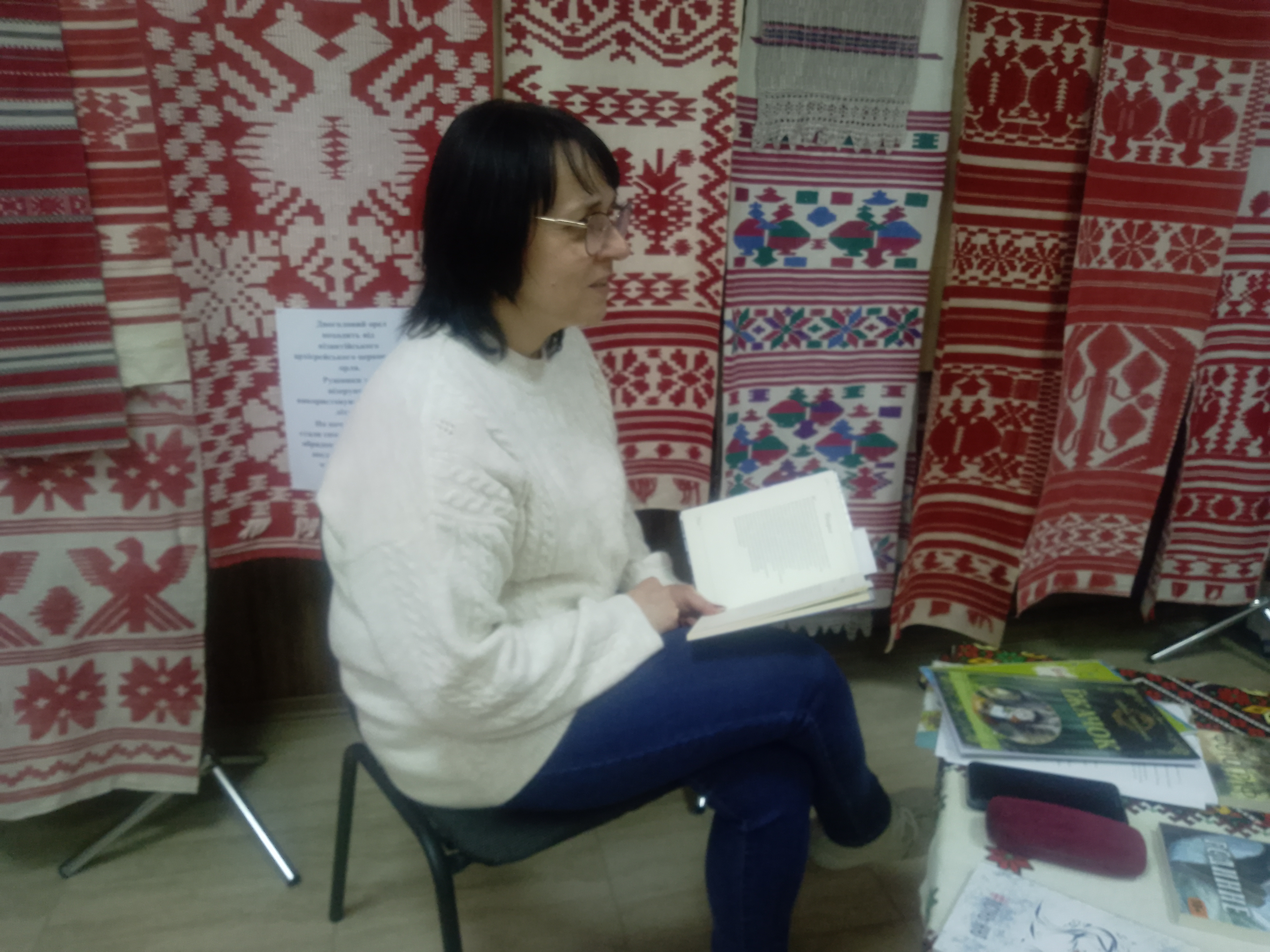
Літературний променад з Дзвінкою Торохтушко

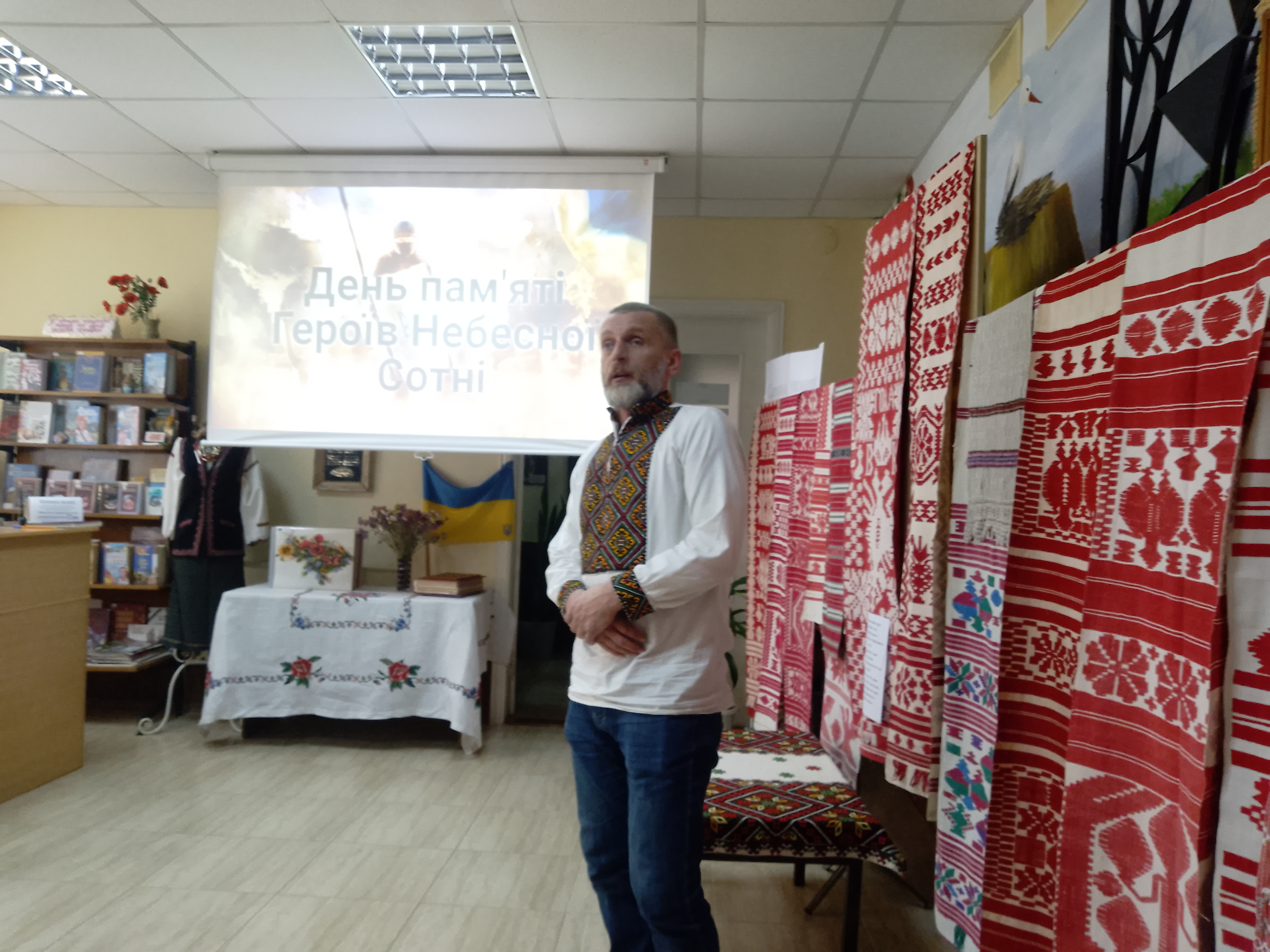
Вшанування Небесної Сотні

Бібліотека № 4 для дорослих — структурний підрозділ Тернопільської міської централізованої бібліотечної системи.
Розташована на бульварі Данила Галицького, 6.

## Відомості
Бібліотека заснована в 1971 році.
Фонд бібліотеки становить 33 000 примірників документів. Передплачує 22 назви газет, 15 назв журналів.
Каталоги та бібліографічні картотеки: абетковий та систематичний, систематична картотека статей.
Бібліотека є центром роботи з питань народознавства і краєзнавства.
Режим роботи: з 10.00 до 18.00. Вихідні: субота. З вересня по травень бібліотека працює в неділю з 10.00-17.00. Червень, липень, серпень - вихідні субота, неділя.

## Етно-центр
25 серпня 2013 року в бібліотеці відкрили Етно-центр.

## Колектив
- Світлана Козелко — завідувачка в ?—? роках

## Акції
У січні 2016 року в бібліотеці діяла виставка світлин Віктора Гурняка.
22 лютого 2024 року відбувся Літературний променад з Дзвінкою Торохтушко.